# Hańsk Pierwszy
Hańsk Pierwszy – wieś w Polsce położona w województwie lubelskim, w powiecie włodawskim, w gminie Hańsk.
| SIMC    | Nazwa   | Rodzaj    |
| ------- | ------- | --------- |
| 0103533 | Piątaki | część wsi |
| 0103540 | Wygon   | część wsi |

Do roku 1967 miejscowość nosiła nazwę Hańsk i obejmowała tereny obecnych wsi Hańsk  Drugi i Hańsk-Kolonia. W latach 1954–1972 była siedzibą  gromady Hańsk. W latach 1975–1998 miejscowość administracyjnie należała do województwa chełmskiego.
Miejscowość jest sołectwem siedzibą gminy Hańsk, rzymskokatolickiej parafii św. Rajmunda oraz dekanatu Hańsk.  Według Narodowego Spisu Powszechnego z roku 2011 wieś liczyła 959 mieszkańców.